# Ryan Anderson (giocatore di football americano)
Orlando Anderson, detto Ryan (Daphne, 12 agosto 1994), è un giocatore di football americano statunitense che milita nel ruolo di linebacker per il Washington Football Team della National Football League (NFL).

## Biografia

### Carriera professionistica
Anderson al college giocò a football con gli Alabama Crimson Tide dal 2012 al 2016, vincendo due campionati NCAA nel 2012 e nel 2015, il primo senza scendere in campo e il secondo come titolare. Fu scelto nel corso del secondo giro (49º assoluto) nel Draft NFL 2017 dai Washington Redskins. Debuttò come professionista subentrando nella gara del primo turno contro i Philadelphia Eagles senza fare registrare alcuna statistica. Nel 2019 Anderson si classificò quarto nella NFL con 5 fumble forzati.